# 蓋曼縣
43°16′S 65°28′W / 43.267°S 65.467°W
蓋曼縣（西班牙語：Departamento Gaiman），是阿根廷的縣份，位於該國中部丘布特省，首府設於蓋曼，面積11,076平方公里，海拔高度27米，2001年人口9,612，人口密度每平方公里0.9人。